# 祇園 (宮崎市)

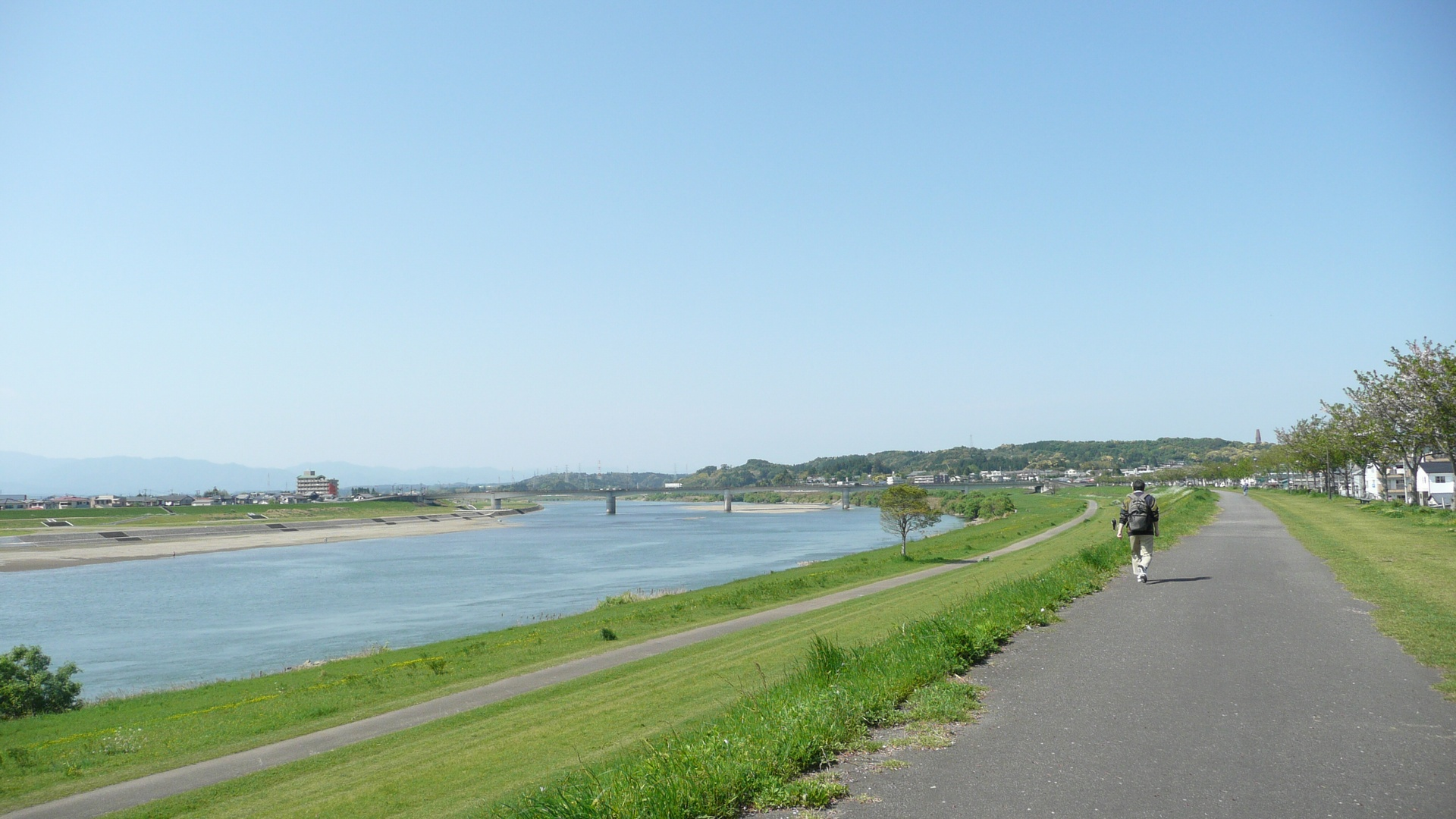
大淀川河川敷

祇園（ぎおん）とは、宮崎県宮崎市内の地名。中央西地域自治区に属している。郵便番号は880-0032。2023年現在、1丁目-4丁目が設置されるが、住居表示実施地域ではない。

## 地理
宮崎市の中央西地域自治区に属する。西側を大淀川に面し、南から北にかけて順に1丁目から4丁目が設置され、主に住宅街を形成する。北を下北方町、東を霧島、矢の先町、南を和知川原3丁目と接する。

## 地名の由来
1927年(昭和2年)に誕生した祇園町は、同域にある祇園社（現・祇園3丁目）に由来するとの説がある。さらに祇園4丁目の北端は元・下北方町字祇園下という字であり、県道26号より北側には今も同じ字名が残されているとされる。
また、祇園1・2丁目は大淀川堤防が決壊しやすい場所であったことから「出水口」とも呼ばれ、かつては小字が存在した。

## 歴史
- 1927年 - 大字下北方から祇園町が成立
- 1973年 - 祇園町・下北方町・和知川原町をもって祇園1-4丁目が成立。
- 1973-1975年 - 区画整理・住居表示により祇園町が消失。

## 世帯数と人口
2023年（令和5年）6月1日現在の世帯数と人口は以下の通りである。
| 町丁      | 世帯数  | 人口  |
| --------- | ------- | ----- |
| 祇園1丁目 | 260世帯 | 552人 |
| 祇園2丁目 | 290世帯 | 561人 |
| 祇園3丁目 | 466世帯 | 775人 |
| 祇園4丁目 | 368世帯 | 655人 |

## 小・中学校の学区
市立小・中学校に通う場合、学区は以下の通りとなる。
| 町名             | 小学校             | 中学校               |
| ---------------- | ------------------ | -------------------- |
| 祇園(一部を除く) | 宮崎市立西池小学校 | 宮崎市立宮崎西中学校 |
| 祇園4丁目の一部  | 宮崎市立大宮小学校 | 宮崎市立大宮中学校   |

## 交通

### バス
宮交グループの運営するバスが営業している。

### 道路
- 宮崎県道26号宮崎須木線
- 宮崎県道333号下北方古墳線
- 宮崎県道363号綾宮崎自転車道線

## 施設
- テレビ宮崎
- 平和台大橋